# Тарковский, Орхан
Орхан Тарковский или Орхан Шамхал (1882, Бойнак — около 1956, Турция) — турецкий профессор языкознания, тюрколог, переводчик, член Комитета независимости Кавказа, представитель рода князей Тарковских.

## Биография
Родился в 1882 году в семье кумыкского князя Зубайр-бека Тарковского, сына Шах-вали, внука шаухала Мехти II. При рождении был назван именем Ханбек.
О раннем периоде жизни и образовании известно мало. Орхан владел несколькими языками — кумыкским, турецким, русским, французским, и немецким. Во время революции он, как и многие его родственники, оказался в эмиграции. В Турции, вероятно в период реформы, связанной с тюркизацией фамилий, стал известен под именем Орхан Шамхал.

## Годы в Польше
Первым пристанищем оказалась Франция, после чего в 1934 году Орхан переехал в Польшу, где участвовал в движении «Прометей». В местных кругах он был известен как профессор Урхан Тарковский, преподавал в Варшавском университете и в Восточном университете Варшавы.
Принимал участие в работе «Народной партии северокавказских горцев» в 1934-35 годах, в результате которой был подписан «Пакт конфедерации Кавказа», который включал в себя положения, связанные с устройством Кавказа в случае его освобождения от большевиков. Вера в такой исход была столь высока, что была образована языковая комиссия, которая занялась столь второстепенным вопросом, как выбор официального межнационального языка Северного Кавказа в случае его освобождения. И даже был разработан и принят алфавит, общий для северокавказских языков.

## Деятельность в Турции
В 1936 году, в разгар деятельности Ататюрка по реформированию турецкого языка, Орхан уже значится преподавателем отделения русского языка историко-географического факультета Университета Анкары. Также он был приглашён на работу в Турецкое лингвистическое общество («Тürk Dil Kurumu»), образованное также в Анкаре. Участвовал в составлении якутского словаря под авторством Эдуарда Пекарского. Данный словарь высоко оценивался Ататюрком как источник архаичных тюркских слов, в результате чего в 1937 году был осуществлён перевод словаря на турецкий язык, в чём Орхан Тарковский так же принял участие. Во время работы в Анкаре публиковался по темам лингвистики и диалектологии.

## Семья
Первым браком был женат на Елене Николаевне Глебович (после принятия ислама и замужества — Лейла-Ханум Тарковская), от которой, вероятно, имел сына, и с которой впоследствии развёлся. Лейла-ханум умерла в 1927 году в Варшаве и была погребена на местном мусульманском кладбище.
Вторым браком был женат на своей двоюродной сестре Султанат (Султанет, Екатерина) Тарковской, которая воспитывалась при Императорском дворе, владела русским, французским и немецким языками. По преданию, при дворе её сватали за грузинского князя Чавчавадзе. Чтобы не допустить такого брака, дядя Зубаир-бек (отец Орхана) вернул Султанат в Дагестан и женил на ней сына. По тому же преданию, царем Николаем Вторым в качестве приданого от Султанат было подарено Манасское взморье. В 1901 году Султанат пожертвовала часть владений на строительство школы в Темир-Хан-Шуре.

## Список работ
- Один из составителей Якутского словаря под авторством Пекарского[14].
- Перевод избранных сочинений Пушкина[15][16].
- Перевод «Грамматики современного турецкого литературного языка» на турецкий («Çağdaş Türkçenin Edebi Dilinin Grameri», 1956) академика А. Н. Кононова[17].
- Рецензия на книгу «Anadolu Dıalektleri İzerine» проф. Ахмеда Джафароглу о диалектах турецкого языка[18].
- Рецензия на книгу «Тюрки в Анатолии» французского тюрколога Жана Дени[19][20].